# 82-es trolibusz (Budapest)
A budapesti 82-es jelzésű trolibusz az Örs vezér tere és a Mexikói út között közlekedik, a Róna utca érintésével. A viszonylatot a Budapesti Közlekedési Zrt. közlekedteti a Budapesti Közlekedési Központ megrendelésére. A vonalon elsőajtós felszállási rend van érvényben.

## Története
A vonal elődje az 1979 októberében megszüntetett 64-es villamos volt. Az új trolibuszvonal kiépítéséig pótlóbusz járt helyette. 1980. január 3-án indult meg a 82-es trolibuszon a közlekedés az Örs vezér tere és a Lumumba utca Thököly úti kereszteződése között. A vonalat 2002-ben az Erzsébet királyné útjáig hosszabbították meg, végállomása az Uzsoki Utcai Kórház lett.
2020. szeptember 19-étől hétvégi napokon a Mexikói út metróállomásig meghosszabbított útvonalon közlekedik. 2022. március 12-étől minden nap a Mexikói útig jár, azonban azt a továbbiakban az Erzsébet királyné útja felől éri el, ezzel párhuzamosan az Uzsoki Utcai Kórházig közlekedő csonkamenetek a 82A jelzést vették fel.

## Járművek
Kezdetben ZiU–9 típusú szóló járművekkel bonyolították le az utasforgalmat, amiket a későbbiekben Ikarus trolibuszok váltottak fel. A 2010-es évektől Ikarus 280T, Ikarus 435T, MAN NGE152 és Solaris Trollino 18 típusú trolibuszokkal üzemelt. 2022. március 12-étől a vonalon kizárólag önjáró üzemmódra alkalmas, Solaris Trollino típusú járművek közlekednek.

## Útvonala
| Örs vezér tere felé |
| Mexikói út M vá. – Mexikói út – Horvát Boldizsár utca – Amerikai út – Kacsóh Pongrác út – Kassai tér – Nagy Lajos király útja – Róna utca – Szugló utca – Vezér utca – Füredi utca – Örs vezér tere – Örs vezér tere M+H vá. |
| Mexikói út felé |
| Örs vezér tere M+H vá. – Örs vezér tere – Füredi utca – Vezér utca – Szugló utca – Róna utca – Erzsébet királyné útja, forduló – Róna utca – Erzsébet királyné útja – Mexikói út – Mexikói út M vá.                          |

## Megállóhelyei
Az átszállási kapcsolatok között az Örs vezér tere és az Erzsébet királyné útja / Róna utca között azonos útvonalon közlekedő 82A betétjárat nincs feltüntetve.
| 0  | Örs vezér tere M+H végállomás        | 22 | 10, 31, 32, 44, 45, 67, 85, 85E, 97E, 131, 144, 161, 161A, 161E, 168E, 169E, 174, 176E, 231, 244, 276E, 277 80, 81 3, 62, 62A 410, 419, 430, 440, 441, 484, 485, 486, 505, 508, 509, 510 1040, 1049, 1070, 1075, 1077, 1078 |
| 2  | Álmos vezér útja                     | 20 | 131, 144, 231, 231B 81 |
| 3  | Vezér utca (↓) Füredi utca (↑)       | 19 | 131, 144, 231, 231B 81 419 |
| 4  | Tihamér utca                         | 19 | 131, 144, 231, 231B 81 |
| 5  | Fogarasi út                          | 18 | 31, 130, 131, 144, 231, 231B 80, 81 |
| 7  | Gödöllői utca                        | 16 | 81 |
| 8  | Mogyoródi út                         | 15 | 81 |
| 9  | Egressy út / Vezér utca              | 14 | 77, 81 |
| 10 | Komócsy utca                         | 12 | 77, 81 |
| 11 | Fűrész utca / Szugló utca            | 11 | |
| 12 | Szugló utca / Nagy Lajos király útja | 10 | 32 3, 62, 62A |
| 14 | Szugló utca / Róna utca              | 8  | |
| 16 | Tisza István tér                     | 7  | 7, 8E, 108E, 110, 112, 133E |
| 17 | Uzsoki Utcai Kórház                  | 6  | |
| 18 | Erzsébet királyné útja / Róna utca   | ∫  | 5, 32 3, 62, 62A, 69 |
| 19 | Laky Adolf utca                      | ∫  | 5 3, 69 |
| 20 | Erzsébet királyné útja, aluljáró     | ∫  | 5 70 1, 1A, 3, 69 |
| ∫  | Kassai tér                           | 2  | 25, 32 74, 81 |
| 21 | Mexikói út M végállomás              | 0  | 25, 32, 225 74, 81 1, 1A, 3, 69 |